# Roger la Honte
Roger la Honte er en fransk stumfilm fra 1922 af Jacques de Baroncelli.

## Medvirkende
- Rita Jolivet som Julia de Noirville
- Gabriel Signoret som Roger Laroque
- Maggy Théry som Suzanne Laroque
- Eric Barclay som  Roger de Noirville
- Sylvie som Henriette Laroque
- Régine Dumien som Suzanne
- Roger Monteaux som L. de Noirville